# 陸奥明
陸奥 明（むつ あきら、1894年（明治27年）12月25日 - 1971年（昭和46年）8月4日）は、昭和期の作曲家。本名菅原陸奥人。歌手の菅原都々子の実父。

## 来歴
青森県上北郡三本木村（現・十和田市）出身。東洋音楽学校を卒業する。卒業後は「河合丸目郎（かわい まるめろう）」の芸名で浅草オペラで歌手として活躍するも、1923年（大正12年）9月1日に起こった関東大震災で浅草が壊滅し歌手を断念する。1938年（昭和13年）、娘の養父である作曲家・古賀政男の尽力により、テイチクから作曲家デビュー。戦中、戦後と作詞家・島田芳文と組み、多くの作品を発表した。
主な作品には、戦時期の「里恋峠」、「大陸列車」、「あゝ草枕幾度ぞ」、「軍国舞扇」、戦後の「あゝ高原の紅あざみ」、「佐渡ヶ島エレジー」、「月がとっても青いから」、「雪の渡り鳥」、「お座敷小唄」などがある。また、河合朗という名で作詞も行い、「明朗通信」のヒット曲がある。
1971年（昭和46年）8月4日、76歳で死去した。

## 代表曲
- 『明朗通信』（昭和13年7月）［河合朗作詞、歌：桜井健二、日本橋きみ栄］
- 『夢の浮島』（昭和14年1月）［島田芳文作詞、歌：松島詩子］
- 『早春再来』（昭和14年2月）［島田芳文作詞、歌：服部富子］
- 『青春の丘』（昭和14年5月）［島田芳文作詞、歌：北廉太郎］
- 『パラオの娘』（昭和14年8月）［島田芳文作詞、歌：美ち奴］
- 『里恋峠』（昭和14年9月）［島田芳文作詞、歌：田端義夫］
- 『大陸列車』（昭和15年7月）［島田芳文作詞、歌：塩まさる］
- 『街の戦友』（昭和15年11月）［島田芳文作詞、歌：小野巡］
- 『誉れの馬車』（昭和15年11月）［島田芳文作詞、歌：鶴田六郎］
- 『あゝ草枕幾度ぞ』（昭和16年4月）［徳士良介作詞、歌：東海林太郎］
- 『軍国舞扇』（昭和16年10月）［藤田まさと作詞、歌：東海林太郎、台詞森赫子］
- 『雪の満州里』（昭和16年11月）［島田芳文作詞、歌：ディック・ミネ］
- 『あゝ高原の紅あざみ』（昭和27年7月）［島田芳文作詞、歌：菅原都々子］
- 『アリラン悲歌』（昭和28年5月）［島田芳文作詞、歌：菅原都々子］
- 『スペイン夜曲』（昭和28年7月）［島田芳文作詞、歌：菅原都々子］
- 『月がとっても青いから』（昭和30年5月）［清水みのる作詞、歌：菅原都々子］
- 『雪の渡り鳥』（昭和32年11月）［清水みのる作詞、歌：三波春夫］
- 『鴛鴦道中』（昭和34年3月）［藤田まさと作詞、歌：三波春夫］
- 『お吉物語』（昭和35年5月）［藤田まさと作詞、歌：天津羽衣］
- 『名古の子守唄』（昭和39年5月）［島田芳文作詞、歌：鈴木三重子］
- 『お座敷小唄』（昭和39年8月）［作詞者不詳、歌：松尾和子、和田弘とマヒナスターズ］